# Repton, Derbyshire
Repton är en ort och civil parish i Storbritannien.   Den ligger i distriktet South Derbyshire i grevskapet Derbyshire i England, i den södra delen av landet, 180 km nordväst om huvudstaden London. Repton ligger 53 meter över havet och antalet invånare är 2 517.
Terrängen runt Repton är platt. Runt Repton är det tätbefolkat, med 276 invånare per kvadratkilometer. Närmaste större samhälle är Derby, 10,5 km nordost om Repton. Trakten runt Repton består till största delen av jordbruksmark.